# Blitzkid
Blitzkid is een Amerikaanse Horrorpunk-Band uit Bluefield, Virginia.

## Geschiedenis
De band werd in 1997 door TB Monstrosity en Argyle Goolsby opgericht. Snel verscheen hun eerste demo Songs for the Aesthetically Challenged, met daarop tien nummers. In 1999 verscheen na enkele liveoptredens hun ep Revisited EP met zeven nummers. In de winter van dat jaar nam de band in de Lively Sound Studios in Lewisburg, West Virginia hun debuutalbum Terrifying Tales op. Na meerder concerten in hun eigen staat en directe omgeving werd in de zomer van 2001 in de Real 2 Reel Studios in Blacksburg hun 2e album opgenomen, Let Flowers Die met daarop twaalf nummers.
In 2003 begon het Duitse label Fiendforce zich voor de band te interesseren, plaatste een nummer van de band op de compilatie cd This is Horrorpunk en gaf het album Trace of a Stranger uit. Na nog een tournee, door onder andere in Europa, nam de band in mei 2005 in de SS Studios het vierde album Five Cellars Below op. Verdere tours door Europa en de Verenigde Staten volgden. Na het vertrek van Jesco (drummer) werden de drums afwisselend bespeeld door Ex-Blitzkid Drummer Rhea M. en Ex-Misfits Drummer Dr. Chud

## Stijl
De band heeft meer van bands als de The Damned weg dan van de eerste Horrorpunk-/Death-Rock-Bands als The Misfits, 45 Grave of Christian Death. De zang is popmuziekachtig, de riffs zijn in een punkstijl, redelijk eenvoudig.

## Discografie

### Albums
- 1999: Terrifying Tales (heruitgave in 2007 + dvd Cinema Sky Productions)
- 2001: Let Flowers Die (heruitgave 2003 op Antidote en 2007 op Horror High)
- 2003: Trace of a Stranger (Antidote, Fiendforce)
- 2006: Five Cellars Below (Fiendforce)
- 2008: Anatomy Of Reanimation Vol.1 (Fiendforce)
- 2011: Apparitional (People Like You, Century Media)

### Sampler
- 2003: This is Horrorpunk (nummer: "Lupen Tooth")
- 2006: Horror High presents: Prom Queen Massacre (nummer: "Pretty in a Casket")
- 2006: Fiendforce Cuts Vol. 1 (nummers: "Terror (in the haunted House)" & "Dementia")
- 2006: Ox-Compilation # 67 (nummer: "Terror (in the haunted House)")
- 2006: Sonic Seducer - Cold Hands Seduction Vol. 62 (nummer: "Mary and the Storm")
- 2006: Zillo Scope New Signs & Sounds 2006/09 (nummer: "Carve out a Heart")
- 2007: It came from Trafalgar Soundtrack Volume # 1
- 2007: Paid in Black: A Tribute to Johnny Cash (nummer: "I Walk the Line")
- 2008: Get acquainted Vol. 1 (nummers: "I'm a Zombie", "Hate you better" & "Ad Nauseum Memorie (live)")

## Bron
1. ↑  Stewart Mason: Review zu Five Cellars Below in Allmusic Guide (Engels, uitgegeven op 22 januari 2008)